# Liesa Naert
Liesa Naert (Brugge, 1982) is een Vlaamse actrice, vooral bekend van haar tv-rollen als Saskia in Willy's en Marjetten, Griet in Eigen kweek en Cynthia in Quiz Me Quick.

## Biografie
Naert studeerde drama aan het conservatorium in Gent. In het kader van deze opleiding toerde ze met het stuk 4.48 Psychosis van de Britse toneelauteur Sarah Kane. Na haar opleiding was ze actief in het theater bij de gezelschappen De Werf en kindertheater 4Hoog. Met deze laatste speelt ze reeds vier seizoenen De koning zonder schoenen, een stuk voor kleuters.
In 2006 maakte ze haar VRT-debuut in Willy's en Marjetten. In 2007 nam ze deel aan De Slimste Mens ter Wereld. Ze werd in de eerste aflevering uitgeschakeld. In dezelfde periode speelde ze gastrollen in Witse, De Ronde en Code 37.
In 2012 speelde Naert gelijktijdig hoofdrollen in de series Quiz Me Quick en De zonen van Van As. In 2013 volgden gastrollen in Galaxy Park, Connie & Clyde en een vaste rol in Eigen kweek en de improvisatieshow Spelen met uw Leven. In het voorjaar 2014 was ze te zien is het sketchprogramma Achter de feiten en had ze een terugkerende rol in de serie In Vlaamse velden.
Sinds het najaar 2014 behoort Naert tot het vaste team gezichten van De Ideale Wereld, het humoristische actuaprogramma op VIER (2013-2015) en Canvas (sinds 2016). Hierdoor werkt ze opnieuw samen met Jelle De Beule en Koen De Poorter, twee van haar vijf tegenspelers uit Willy's en Marjetten. In 2015 en 2019 speelde ze een gastrol in F.C. De Kampioenen 2: Jubilee General en F.C. De Kampioenen 4: Viva Boma. In 2018 speelde ze mee in Gevoel voor Tumor waarin ze de rol vertolkte van Inge, de zus van Tristan. In 2019 was ze te zien in de tour van de musical Roodkapje als Tina, de wolf.  In hetzelfde jaar startte Ketnet de uitzendingen van De Hoppers waarin Naert moeder Jackie Hopper vertolkt. In 2020 speelde ze mee in “De Anderhalve Metershow”, geschreven door Koen De Poorter, Jelle De Beule en Rik Verheye.
Medio 2023 werd ze een van de sidekicks van de vernieuwde ochtendshow van radiozender Nostalgie.

## Zaak-De Pauw
In 2017 meldde ze aan de preventieadviseur van de VRT een klacht over grensoverschrijdend gedrag door Bart De Pauw. In het strafonderzoek dat het parket voerde naar aanleiding van het uitlekken van deze en andere klachten over De Pauw, stelde ze zich burgerlijke partij.

## Filmografie
- Willy's en Marjetten (2006) - Saskia
- De Slimste Mens ter Wereld (2007)
- Witse (2007) - Ilse Dekeyn
- Aspe (2007) - Roos
- De Ronde (2011) - Verpleegster
- Code 37 (2011) - Ida Kussé
- De zonen van Van As (2012) - Gitte
- Quiz Me Quick (2012) - Cynthia Moons
- Offline (2012) - Sofie
- Eigen kweek (2013-2019) - Griet Despriet
- Connie & Clyde (2013, 2018) - Maria
- Galaxy Park (2013) - Marina
- Spelen met uw leven (2013) - verschillende rollen
- Achter de feiten (2014) - verschillende rollen
- In Vlaamse velden (2014) - Burgervrouw
- Aspe (2014) - Ruth
- Brabançonne (2014) - Tine
- De Ideale Wereld (2014)
- F.C. De Kampioenen 2: Jubilee General (2015) - meisje in de Pussycat
- Bad Trip (2017)- Sophie
- Gevoel voor Tumor (2018) - Inge Devriendt
- F.C. De Kampioenen 4: Viva Boma (2019) - meisje van de Pussycat
- De Hoppers  (2019-2022) - Jackie Hopper
- Zie mij graag (2020) - Verpleegster van Kind & gezin
- Niets Te Melden  (2020) - Tanya (in aflevering 4)
- De Anderhalve Meter show (2020) - verschillende rollen
- Doe Zo Voort (2022) - Mama van Cas